# Dendrobium subserratum
Dendrobium subserratum är en orkidéart som beskrevs av Rudolf Schlechter. Dendrobium subserratum ingår i släktet Dendrobium, och familjen orkidéer. Inga underarter finns listade i Catalogue of Life.